# Biathlon
Biathlon, biatlon, dwubój zimowy (łac. bi – dwu, gr. áthlon – zawody, nagroda) – zimowa dyscyplina sportu, łącząca biegi narciarskie ze strzelectwem. Polega na biegu na określonym dystansie (zwykle od 7,5 do 20 km), w czasie którego zawodnicy 2 lub 4 razy zajmują stanowiska na strzelnicy, przyjmując postawę stojącą lub leżącą, oddając za każdym razem po 5 strzałów. Rozgrywany jest również biathlon letni.
Biathlon jest popularną dyscypliną w Niemczech, Rosji, Włoszech, Francji i części Skandynawii.

## Historia
Początki biathlonu można wiązać z ćwiczeniami norweskich żołnierzy. Pierwsze zawody w biathlonie zostały rozegrane w 1767, kiedy współzawodniczyły ze sobą kompanie norweskich pograniczników. Stopniowo sport ten stawał się coraz bardziej popularny w całej Skandynawii.
Biathlon został zademonstrowany po raz pierwszy podczas Zimowych Igrzysk Olimpijskich w 1924. Zawody odbywały się wtedy pod nazwą „bieg patrolowy”. Pojawił się też jako dyscyplina pokazowa podczas kolejnych igrzysk w 1928, 1936 i 1948. Nie został uznany za dyscyplinę olimpijską z racji niewielkiej liczby państw, które wystawiały swoich biathlonistów. W 1958 odbyły się pierwsze mistrzostwa świata w biathlonie, a dwa lata później dyscyplina ta pojawiła się też na zimowych igrzyskach olimpijskich.
Ciałem zarządzającym biathlonem jest Międzynarodowa Unia Biathlonu (International Biathlon Union, IBU), która oficjalnie powstała w 1998, kiedy wydzieliła się z powstałej w 1948 Międzynarodowej Unii Pięcioboju Nowoczesnego i Biathlonu (Union Internationale de Pentathlon Moderne et Biathlon, UIPMB).
Modyfikacją biathlonu jest biathlon czołgowy.

## Mistrzowie
- medaliści igrzysk olimpijskich w biathlonie
- medaliści mistrzostw świata w biathlonie
- medaliści pucharu świata w biathlonie

## Zasady

### Bieg narciarski
W biegu narciarskim w biathlonie dozwolone są wszystkie techniki narciarskie. Zawodnicy wyposażeni są jedynie w narty, których długość nie może być mniejsza niż wzrost zawodnika pomniejszony o 4 cm oraz kijki.

### Strzelanie

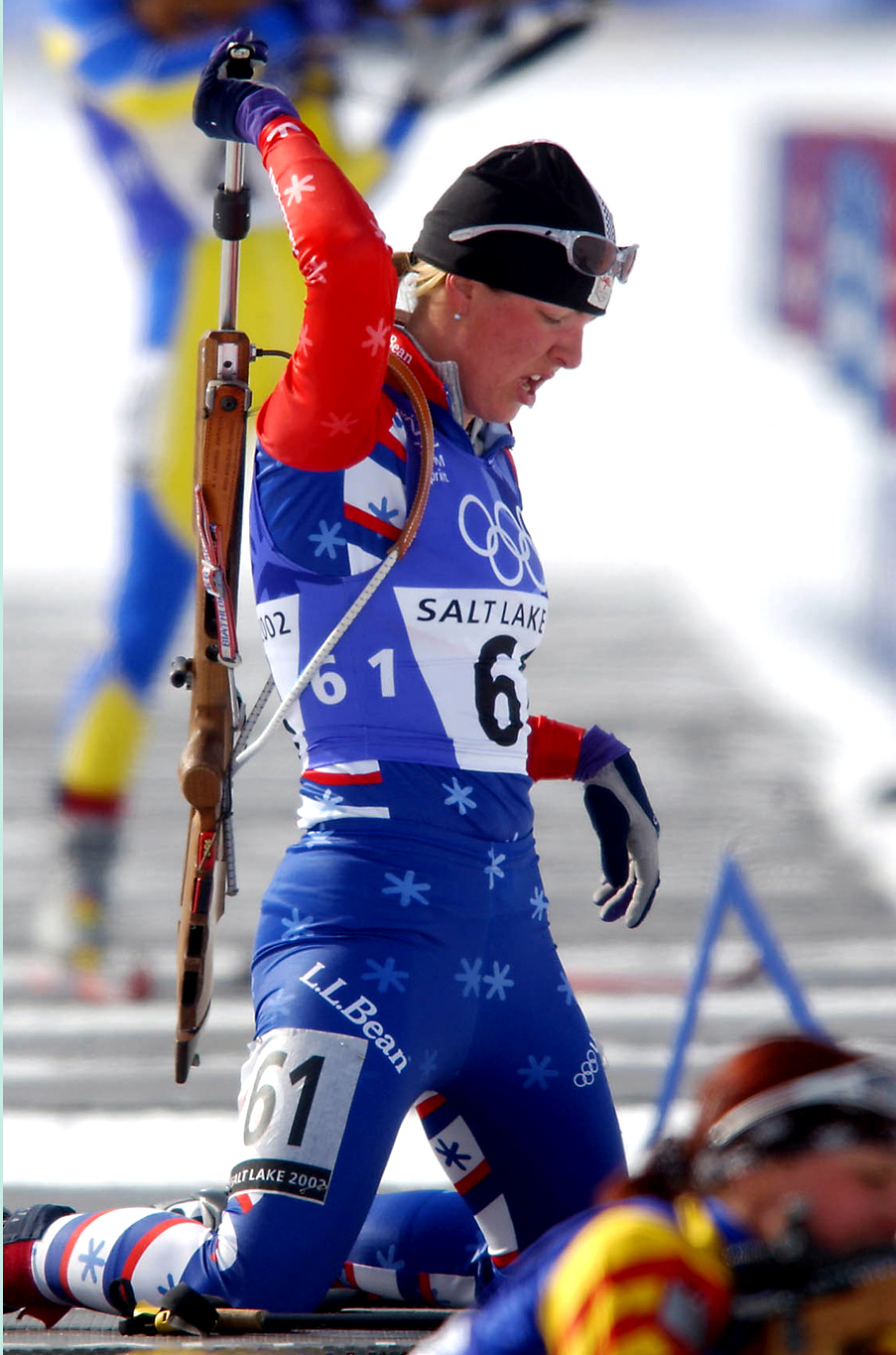
Andrea Nahrgang przygotowująca się do strzelania

Karabinek o minimalnej masie 3,5 kg wraz z amunicją musi znajdować się podczas całego biegu na plecach zawodnika. Używane są karabinki kalibru 5,6 mm (.22 lr). Muszą być ładowane ręcznie przez zawodników, nie można używać broni samoczynnej lub samopowtarzalnej.
Cele na strzelnicy znajdują się w odległości 50 m. Przy każdym strzelaniu zawodnik musi trafić w 5 krążków o średnicy 45 mm w pozycji leżącej lub 115 mm w pozycji stojącej. Tarcza strzelnicza wyposażona jest w specjalny mechanizm, który automatycznie zasłania trafiony cel białym krążkiem. Dzięki temu biatloniści są na bieżąco informowani co do skuteczności na strzelnicy.

## Konkurencje

### Bieg indywidualny
Bieg indywidualny (IN = individual) na 20 km mężczyzn i 15 km kobiet jest najstarszą biatlonową konkurencją. Zawodnicy czterokrotnie pojawiają się na strzelnicy oddając za każdym razem 5 strzałów, po dwa razy w każdej pozycji - kolejności: pozycja leżąca, stojąca, leżąca, stojąca. Za każdy nietrafiony cel dodawana jest minuta kary. Zawodnicy startują w odstępach czasowych - zazwyczaj 30 sekundowych.

### Krótki bieg indywidualny
Krótki bieg indywidualny (SIN=short individual) na 15 km mężczyzn i 12,5 km kobiet zadiebutował w sezonie 2023/2024 Pucharu Świata. Zawodnicy czterokrotnie pojawiają się na strzelnicy oddając za każdym razem 5 strzałów, po dwa razy w każdej pozycji - kolejności: pozycja leżąca, stojąca, leżąca, stojąca. Za każdy nietrafiony cel dodawane jest 45 sekund kary. Zawodnicy startują w odstępach czasowych - zazwyczaj 30 sekundowych.

### Sprint
Bieg sprinterski (SP = sprint) w biathlonie rozgrywany jest na dystansie 10 km dla mężczyzn lub 7,5 km dla kobiet. Zawodnicy pojawiają się dwa razy na strzelnicy, gdzie oddają po 5 strzałów, raz w pozycji leżącej, raz w pozycji stojącej. Za każdy niecelny strzał muszą pokonać dodatkowe 150 m rundy karnej. Zawodnicy wypuszczani są do biegu w odstępach czasowych, zazwyczaj co 30 sekund.
Gdy zawodnik nie trafi do celu i nie przejedzie za to rundy karnej zostają mu doliczone 2 minuty kary. Jest jedną z najczęściej rozgrywanych konkurencji biathlonowych.

### Pościg

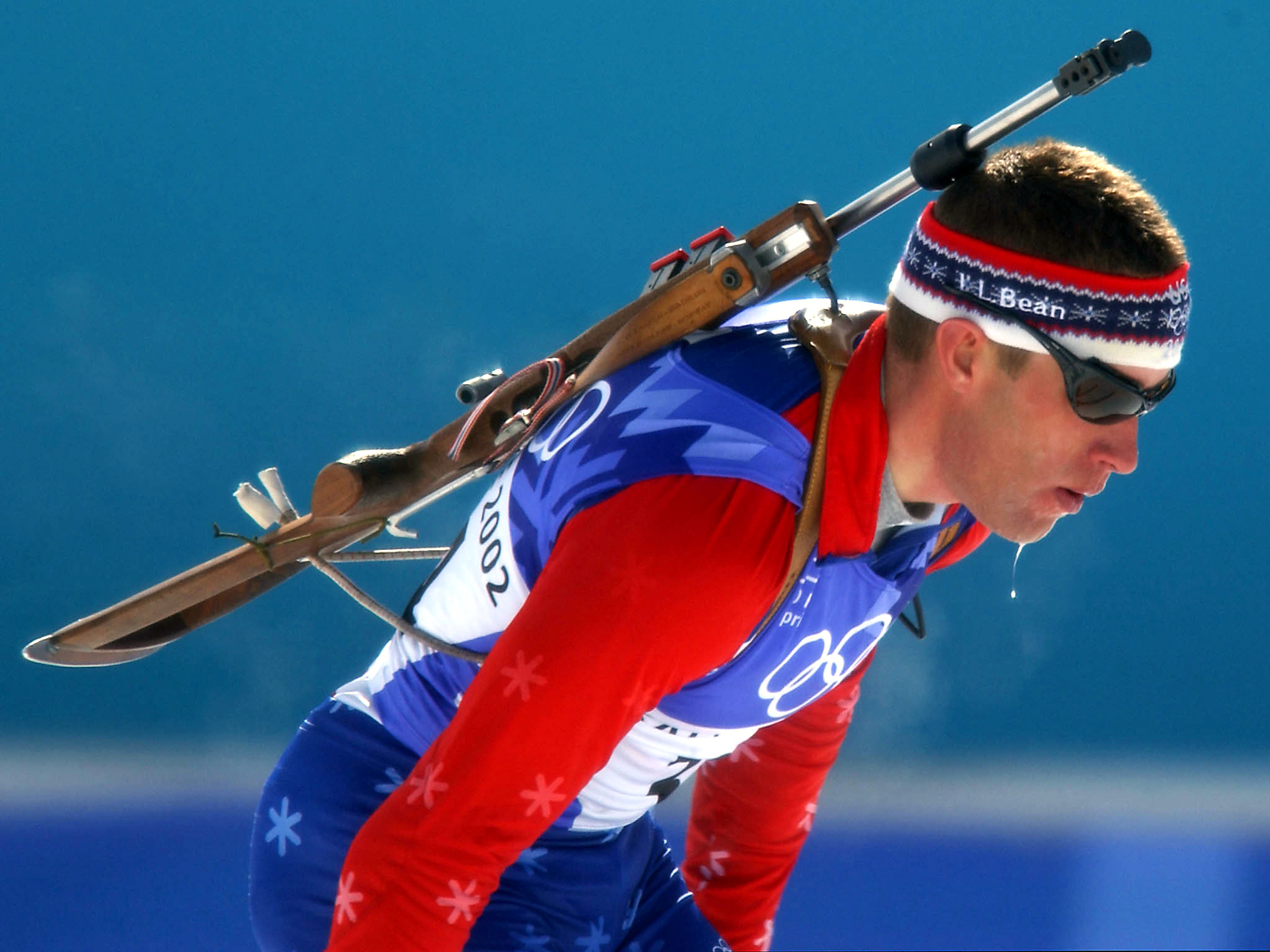
Jeremy Teela podczas XIX Zimowych Igrzysk Olimpijskich w Salt Lake City

W biegu pościgowym (PU = pursuit) biathloniści startują zgodnie z różnicami czasowymi uzyskanymi we wcześniejszym starcie, najczęściej sprintu. Tym samym, zawodnik, który pierwszy przekroczy linię mety jest zwycięzcą tego biegu. Bieg pościgowy rozgrywany jest na dystansie 12,5 km dla mężczyzn i 10 km dla kobiet, każdy zawodnik wykonuje 4 strzelania (2 leżąc, 2 stojąc), a każdy błąd skutkuje dodatkową rundą o długości 150 m.

### Bieg masowy
W biegu ze startu wspólnego (MS = mass start) wszyscy zawodnicy startują w tym samym czasie, co ogranicza liczbę zawodników (zazwyczaj do 30), by uniknąć tłoku na strzelnicy. Bieg ten rozgrywany jest na dystansie 15 km dla mężczyzn i 12,5 km dla kobiet, każdy zawodnik wykonuje 4 strzelania (2 leżąc, 2 stojąc), za każdy błąd zawodnik musi pokonać karną rundę o długości 150 m.

### Sztafeta
W sztafecie (RL = relay) startuje po czterech zawodników, z których każdy pokonuje 7,5 km (dla mężczyzn) i 6 km (dla kobiet) i oddaje dwie serie strzałów na strzelnicy, po jednej w każdej pozycji. Na każde pięć celów na strzelnicy zawodnik może wykorzystać aż 8 nabojów, z tym, że 3 ostatnie może doładować pojedynczo na strzelnicy. Dopiero jeżeli mimo użycia wszystkich nabojów pozostały nietrafione krążki, zawodnik musi wykonać karną rundę o długości 150 m za każdy błąd. Wszyscy zawodnicy z pierwszej zmiany startują w tym samym czasie. By dokonać ważnej zmiany zawodnik jednej zmiany musi dotknąć zawodnika kolejnej zmiany.

### Sztafeta mieszana

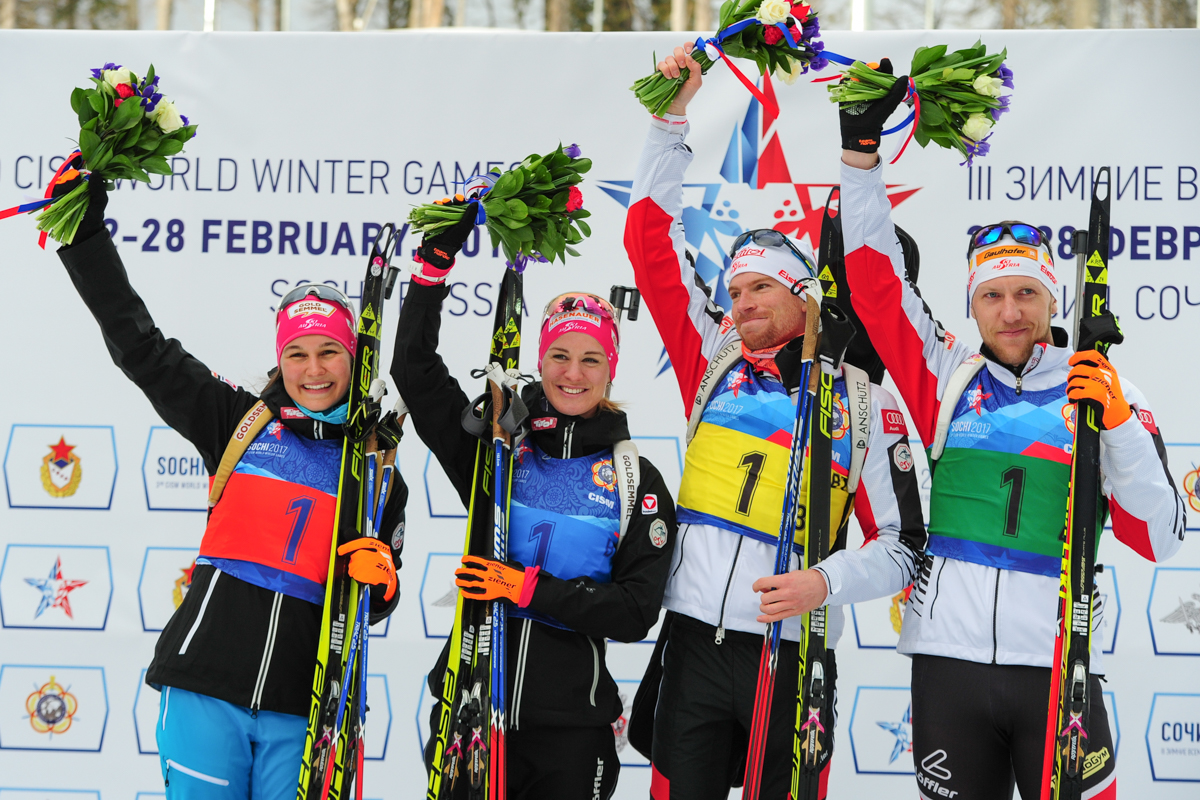
Soczi 2017 - sztafeta mieszana Austrii (1 m.)

W sztafecie mieszanej (MR = mixed relay) startuje po czterech zawodników (dwóch mężczyzn i dwie kobiety). Kolejność startujących wcześniej określa organizator. Zależy od tego dystans do pokonania dla każdego z zawodników. Jeśli zaczynają kobiety (kolejność sztafety: kobieta, kobieta, mężczyzna, mężczyzna) to wszyscy pokonują dystans 6 km, ale jeśli zaczynają mężczyźni (kolejność sztafety: mężczyzna, mężczyzna, kobieta, kobieta) to konkurencja toczy się na dystansie 7,5 km.
Pierwsza zmiana startuje tak jak w biegu ze startu wspólnego. Najpierw zawodnicy oddają strzał na leżąco, a potem na stojąco. System strzelania (kary) u kobiet i mężczyzn taki jak w sztafetach.

### Pojedyncza sztafeta mieszana
W pojedynczej sztafecie mieszanej (SR = single mixed relay), analogicznie do sztafety mieszanej w konkurencji startują przedstawiciele obu płci. Jednakże w pojedynczej sztafecie mieszanej startuje po jednym zawodniku oraz zawodniczce. Łącznie kobieta przebiega 6 km zaś mężczyzna 7,5 km. Najpierw kobieta wykonuje dwie rundy po 1,5 km. Po każdej z nich odbywa się strzelanie, najpierw w pozycji leżącej później stojąc. Po drugim pobycie na strzelnicy i ewentualnym przebiegnięciu karnej/karnych rund (75 m) odbywa się zmiana i na trasę wyrusza mężczyzna, który ma do przebiegnięcia taki sam dystans jak kobieta. Po drugim strzelaniu mężczyzny odbywa się zmiana i ta sama kobieta, która biegła na początku, ponownie wyrusza na trasę. Podobnie jak przy pierwszej zmianie po dwóch pobytach na strzelnicy odbywa się zmiana i startuje ponownie mężczyzna, biegnący już wcześniej. Jednakże w przypadku drugiego startu, mężczyzna po drugim strzelaniu przebiega jeszcze jedną rundę biegową o długości 1,5 km.
|                             | Bieg indywidualny (IN)                        | Krótki bieg indywidualny (SIN)   | Sprint (SP)         | Pościg (PU)                      | Bieg masowy (MS)                 | Sztafeta (RL)                                  | Sztafeta mieszana (MR)                         | Pojedyncza sztafeta mieszana (SR)             | Supersprint (SS)                                                    |
| --------------------------- | --------------------------------------------- | -------------------------------- | ------------------- | -------------------------------- | -------------------------------- | ---------------------------------------------- | ---------------------------------------------- | --------------------------------------------- | ------------------------------------------------------------------- |
| Mężczyźni                   | 20 km                                         | 15 km                            | 10 km               | 12,5 km                          | 15 km                            | 4 × 7,5 km                                     | 4 x 6 km lub 4 x 7,5 km                        | 6 km + 7,5 km                                 | eliminacje: 4,5 km finał: 7,5 km                                    |
| Kobiety                     | 15 km                                         | 12,5 km                          | 7,5 km              | 10 km                            | 12,5 km                          | 4 × 6 km                                       | 4 x 6 km lub 4 x 7,5 km                        | 6 km + 7,5 km                                 | eliminacje: 4,5 km finał: 7,5 km                                    |
| Juniorzy                    | 15 km                                         |                                  | 10 km               | 12,5 km                          | 12,5 km                          | 4 × 7,5 km                                     | 4 x 6 km lub 4 x 7,5 km                        | 6 km + 7,5 km                                 | eliminacje: 4,5 km finał: 7,5 km                                    |
| Juniorki                    | 12,5 km                                       |                                  | 7,5 km              | 10 km                            | 10 km                            | 4 × 6 km                                       | 4 x 6 km lub 4 x 7,5 km                        | 6 km + 7,5 km                                 | eliminacje: 4,5 km finał: 7,5 km                                    |
| Juniorzy młodsi             | 12,5 km                                       |                                  | 7,5 km              | 10 km                            | 10 km                            | 3 × 7,5 km                                     | 4 x 6 km lub 4 x 7,5 km                        | 6 km + 7,5 km                                 | eliminacje: 4,5 km finał: 7,5 km                                    |
| Juniorki młodsze            | 10 km                                         |                                  | 6 km                | 7,5 km                           | 7,5 km                           | 3 × 6 km                                       | 4 x 6 km lub 4 x 7,5 km                        | 6 km + 7,5 km                                 | eliminacje: 4,5 km finał: 7,5 km                                    |
| Start                       | co 30 sekund                                  | co 30 sekund                     | co 30 sekund        | według kolejności sprintu        | wspólny                          | wspólny                                        | wspólny                                        | wspólny                                       | eliminacje: co 15 sekund finał: wspólny                             |
| Strzelanie                  | leżące, stojące, leżące, stojące              | leżące, stojące, leżące, stojące | leżące, stojące     | leżące, leżące, stojące, stojące | leżące, leżące, stojące, stojące | każdy zawodnik: leżące, stojące                | każdy zawodnik: leżące, stojące                | każdy zawodnik: leżące, stojące               | eliminacje: leżące, stojące finał: leżące, leżące, stojące, stojące |
| Kary za niecelne strzelanie | minuta kary, 45 sekund kary (juniorzy młodsi) | 45 sekund kary                   | karna runda (150 m) | karna runda (150 m)              | karna runda (150 m)              | doładowania (3), następnie karna runda (150 m) | doładowania (3), następnie karna runda (150 m) | doładowania (3), następnie karna runda (75 m) | karna runda (75 m)                                                  |
| Premiera na PŚ              | 1978/79                                       | 2023/2024                        | 1978/79             | 1996/97                          | 1998/99                          | 1978/79                                        | 2004/05                                        | 2014/15                                       | -                                                                   |
| Premiera na MŚ              | 1958                                          | -                                | 1974                | 1997                             | 1999                             | 1966                                           | 2005 oraz 2007                                 | 2019                                          | -                                                                   |
| Premiera Olimpijska         | 1960                                          | -                                | 1980                | 2002                             | 2006                             | 1968                                           | 2014                                           | -                                             | -                                                                   |

## Polskie kluby biathlonowe
Polskie kluby biathlonowe zrzeszone są w Polskim Związku Biathlonu:
| NAZWA KLUBU                  | NUMER LICENCJI |
| ---------------------------- | -------------- |
| BKS WP Kościelisko           | 10/2007        |
| BLKS Żywiec                  | 5/2007         |
| IKN GÓRNIK Iwonicz-Zdrój     | 11/2007        |
| KKS Neptun                   | 45/2016        |
| KS AZS AWF Katowice          | 1/2007         |
| KS AZS AWF Wrocław           | 4/2007         |
| KS Ryfama Rybnik             | 3/2007         |
| KS SKI TEAM Wodzisław Śląski | 49/2016        |
| MKS Duszniki Zdrój           | 8/2007         |
| MKS Karkonosze Jelenia Góra  | 7/2007         |
| MUKN Pod Stróżą              | 50/2017        |
| PKO Harpagan Gdańsk          | 36/2007        |
| TG Sokół                     | 25/2007        |
| UKN Melafir Czarny Bór       | 12/2007        |
| UKS Biathlon Chorzów         | 22/2007        |
| UKS Ciche                    | 35/2007        |
| UKS G-8 Bielany              | 13/2007        |
| UKS Gromik Gdynia            | 37/2007        |
| UKS Kamieńczyk               | 15/2007        |
| UKS Kłodne przy SP w Kłodnem | 51/2018        |
| UKS Krokus Piechowice        | 19/2007        |
| UKS Lider Katowice           | 2/2007         |
| UKS Mieroszów                | 31/2007        |
| UKS Muflon Duszniki-Zdrój    | 23/2007        |
| UKS Olimpijczyk Sosnówka     | 40/2007        |
| UKS Olimpik                  | 44/2016        |
| UKS Orka Gdynia              | 32/2007        |
| UKS Ósemka                   | 53/2021        |
| UKS Partyzant Lubatowa       | 52/2019        |
| UKS Sokołowsko               | 26/2007        |
| UKS Sołtysianie              | 21/2007        |
| UKS Strzał Wodzisław Śląski  | 14/2007        |
| UKS Szczytnik                | 41/2007        |
| UKS Szklarska Poręba         | 16/2007        |
| ULKS Muflon Bielawa          | 28/2007        |
| ZKS Kasina Wielka            | 43/2007        |

## Znane centra biathlonowe
- Annecy/Le Grand-Bornand
- Antholz-Anterselva
- Arber
- Bansko
- Beitostølen
- Canmore
- Cesana San Sicario
- Changchun
- Chanty-Mansyjsk
- Duszniki-Zdrój
- Erzurum
- Fort Kent
- Geilo
- Gurnigel
- Haanja
- Harbin
- Haute Maurienne
- Hochfilzen
- Idre
- Kontiolahti
- Kościelisko
- Kranojarsk
- Lahti
- Lake Placid
- Lenzerheide
- Lillehammer
- Madona
- Martell
- Nové Město na Moravě
- Nowosybirsk
- Oberhof
- Obertilliach
- Oslo/Holmenkollen
- Östersund
- Osrblie
- Otepää
- Pjongczang
- Pokljuka
- Prémanon
- Presque Isle
- Râșnov
- Ridnaun
- Raubichi
- Rosenau
- Ruhpolding
- Sjusjøen
- Soldier Hollow
- Szczuczyńsk

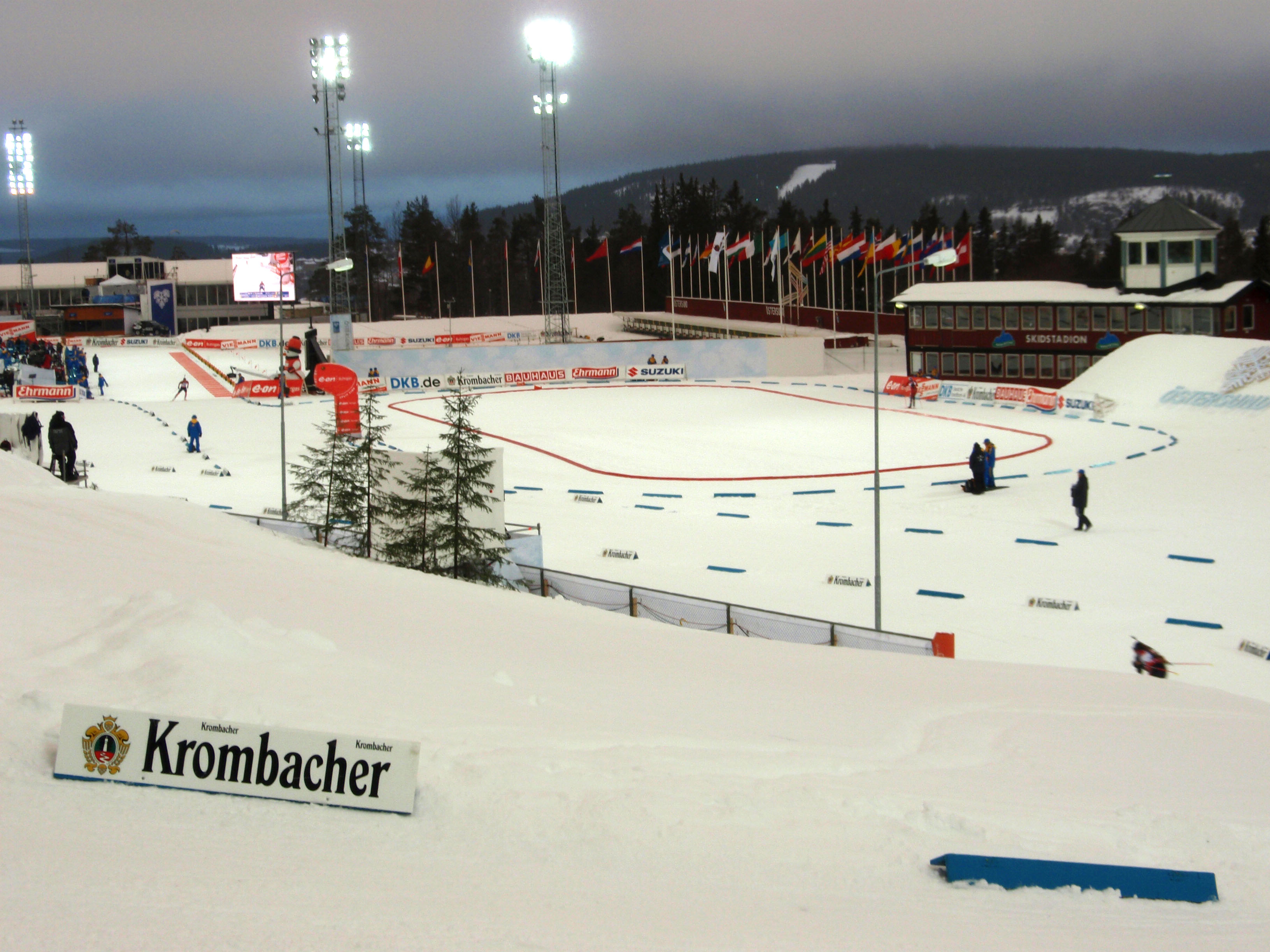
Stadion w Östersund

- Jakuszyce/Szklarska Poręba
- Tiumeń
- Wisła/Kubalonka
- Val Cartier
- Vuokatti
- Zhangjiakou

## Gry komputerowe o tematyce biathlonowej
- Biathlon 2003
- Biathlon 2004
- Biathlon 2005
- Biathlon 2006: Go for Gold
- Biathlon Champion 2007
- RTL Biathlon 2007
- RTL Biathlon 2008
- RTL Biathlon 2009
- NGL Biathlon